# Plebejus polysperchinus
Plebejus polysperchinus är en fjärilsart som beskrevs av Napoleon Manuel Kheil 1884. Plebejus polysperchinus ingår i släktet Plebejus och familjen juvelvingar. Inga underarter finns listade i Catalogue of Life.